# Heliconia pogonantha
Heliconia pogonantha ist eine Pflanzenart aus der Familie der Helikoniengewächse (Heliconiaceae). Sie ist von Mittelamerika bis ins nördliche Südamerika heimisch.

## Beschreibung
Heliconia pogonantha ist eine immergrüne, mehrjährige, krautige Pflanze, vegetativ ähnlich einer Bananenpflanze und mit einer Wuchshöhe von 4 bis 7,5 Meter. Je Spross finden sich drei bis sechs unterseits oft graugrüne Blätter. Das je Spross längste Blatt ist dabei 120 bis 330 Zentimeter lang und 40 bis 65 Zentimeter breit.
Die bis zu 160 Zentimeter langen Blütenstände hängen herab, je Blütenstand finden sich üblicherweise spiralförmig angeordnet 20 bis 55 Tragblätter, das mittlere ist außen rot (zur Rhachis hin gelegentlich gelb) und kahl bis seidig behaart.
Jeder Wickel besteht aus 10 bis 30 Blüten, die Blütenhülle ist gelb und kahl, ist zum äußersten Ende hin aber schwach mit goldfarbenen, seidigen Haaren besetzt.
Die Chromosomenzahl beträgt 2n = 24 sowohl für Heliconia pogonantha var. holerythra wie für Heliconia pogonantha var. veraguasensis.

## Verbreitung
Heliconia pogonantha ist von Honduras bis Kolumbien verbreitet.

## Systematik und Botanische Geschichte
Die Art wurde 1933 von Georg Cufodontis erstbeschrieben.
Man kann vier Varietäten unterscheiden:
- Heliconia pogonantha var. holerythra G.S.Daniels & F.G.Stiles: Sie kommt in Costa Rica, Panama und in Kolumbien vor.[2]
- Heliconia pogonantha var. pogonantha: Sie kommt in Honduras, Nicaragua und in Costa Rica vor.[2]
- Heliconia pogonantha var. pubescens G.S.Daniels & F.G.Stiles: Sie kommt in Costa Rica vor.[2]
- Heliconia pogonantha var. veraguasensis W.J.Kress: Sie kommt in Panama vor.[2]